# Hulchul (film, 1995)
Pour les articles homonymes, voir Hulchul.

Hulchul (français : Remuer) est un film indien de Bollywood réalisé par Anees Bazmee en 1995 avec Vinod Khanna, Ajay Devgan, Kajol et Amrish Puri.   
Ce film d’action a été interdit aux moins de 18 ans à sa sortie en salle le 4 août 1995 à Mumbai. Le rôle de Sharmili avait initialement été proposé à Divya Bharti mais à la suite de son décès soudain, Kajol l’a remplacée.

## Synopsis
Deva (Ajay Devgan) est orphelin : son père, qui maltraitait sa mère, a été tué par son épouse. Celle-ci, jugée et condamnée, n’a pu supporter d’être séparée de son enfant et est décédée d’une crise cardiaque. L’officier de police Siddhant (Vinod Khanna) et son épouse Pushpa (Navni Parihar) ont alors adopté Deva et l’ont élevé aux côtés de leur propre fils Karan (Ronit Roy) qui déteste Deva. Contrairement à Siddhant, Deva désapprouve les lois et la justice qui lui ont arraché sa mère. Adultes, les deux frères prennent des chemins opposés : Karan fréquente des jeunes bandits tandis que Deva vit une douce romance avec Sharmili (Kajol). Un jour, Niranyan (Arif Khan), un des amis de Karan et fils du puissant gangster Shobhraj (Amrish Puri) est inculpé pour viol et meurtre. Shobhraj use de toute son influence auprès du politicien Om Gautam (Alok Nath) mais Siddhant refuse de libérer Nirayan. Un bras de fer entre Shobhraj et Siddhant commence. Bientôt, Siddhant surprend Karan, pistolet en main, aux côtés d’une jeune fille étendue morte. Sûr de la culpabilité de son fils, Siddhant le fait mettre en prison. Mais Deva, convaincu de l’innocence de son frère va tout faire pour le sauver.

## Fiche Technique
- Titre : Hulchul
- Réalisateur : Anees Bazmee
- Producteur : Shabnam Kapoor
- Scénario : Anees Bazmee
- Musique : Anu Malik
- Sortie : 4 août 1995
- Durée : 160 minutes
- Pays :  Inde
- Langue : Hindi

## Distribution
- Vinod Khanna : Officier de police Siddhant
- Ajay Devgan : Deva, fils adoptif de Siddhant et Pushpa
- Kajol : Sharmili, fiancée de Deva
- Ronit Roy : Karan, fils de Siddhant et Pushpa
- Navni Parihar : Pushpa, épouse de Siddhant
- Kader Khan : Chachaji, ocle de Sharmili
- Amrish Puri : Shobraj
- Alok Nath : Ministre
- Arif Khan : Nirayan, fils de Shobhraj